# Australische Cricket-Nationalmannschaft in Südafrika in der Saison 1993/94
Die Tour der australischen Cricket-Nationalmannschaft nach Südafrika in der Saison 1993/94 fand vom 19. Februar bis zum 8. April 1994 statt. Die internationale Cricket-Tour war Bestandteil der Internationalen Cricket-Saison 1993/94 und umfasste drei Tests und acht ODIs. Die Test-Serie endete 1–1 und die ODI-Serie 4–4 unentschieden.

## Vorgeschichte
Zuvor spielten beide Mannschaften gegeneinander eine Tour in Australien, die als Test-Serie unentschieden endete.

## Stadien
Die folgenden Stadien wurden für die Tour als Austragungsort vorgesehen:
| Stadion                  | Stadt          | Kapazität | Spiele               |
| ------------------------ | -------------- | --------- | -------------------- |
| Chevrolet Park           | Bloemfontein   | 20.000    | 8. ODI               |
| Centurion Park           | Centurion      | 22.000    | 2. ODI               |
| Sahara Stadium Kingsmead | Durban         | 25.000    | 3. Test; 4. ODI      |
| Buffalo Park             | East London    | 20.000    | 5. ODI               |
| Wanderers Stadium        | Johannesburg   | 34.000    | 1. Test; 1. ODI      |
| Newlands Cricket Ground  | Kapstadt       | 25.000    | 2. Test; 3. & 7. ODI |
| Sahara Oval St George’s  | Port Elizabeth | 19.000    | 6. ODI               |

## Kaderlisten
Die folgenden Kader wurden von den Mannschaften benannt:
| Test | Test | ODI | ODI |
| Südafrika | Australien | Südafrika | Australien |
| --- | --- | --- | --- |
| - Kepler Wessels (K) - Hansie Cronje - Allan Donald - Andrew Hudson - Gary Kirsten - Peter Kirsten - Craig Matthews - Brian McMillan - Jonty Rhodes - David Richardson (wk) - Fanie de Villiers | - Allan Border (K) - David Boon - Matthew Hayden - Ian Healy (wk) - Merv Hughes - Tim May - Craig McDermott - Glenn McGrath - Paul Reiffel - Michael Slater - Mark Taylor - Shane Warne - Mark Waugh - Steve Waugh | - Kepler Wessels (K) - Hansie Cronje - Allan Donald - Andrew Hudson - Gary Kirsten - Peter Kirsten - Adrian Kuiper - Craig Matthews - Brian McMillan - Jonty Rhodes - David Richardson (wk) - Tim Shaw - Eric Simons - Richard Snell - Pat Symcox - Fanie de Villiers | - Allan Border (K) - David Boon - Damien Fleming - Matthew Hayden - Ian Healy (wk) - Dean Jones - Tim May - Craig McDermott - Glenn McGrath - Paul Reiffel - Michael Slater - Mark Taylor - Shane Warne - Mark Waugh - Steve Waugh |

## One-Day Internationals

### Erstes ODI in Johannesburg
| 19. Februar Scorecard | Johannesburg | Südafrika 232-3 (50)         | – | Australien 227-5 (50) |
|                       |              | Südafrika gewinnt mit 5 Runs |   |                       |

Südafrika gewann den Münzwurf und entschied sich als Schlagmannschaft zu beginnen. Als Spieler des Spiels wurde Hansie Cronje ausgezeichnet.

### Zweites ODI in Centurion
| 20. Februar Scorecard | Centurion | Südafrika 265-5 (50)          | – | Australien 209 (42.4) |
|                       |           | Südafrika gewinnt mit 96 Runs |   |                       |

Südafrika gewann den Münzwurf und entschied sich als Schlagmannschaft zu beginnen. Als Spieler des Spiels wurde Hansie Cronje ausgezeichnet.

### Drittes ODI in Kapstadt
| 22. Februar Scorecard | Kapstadt | Australien 281-6 (50)          | – | Südafrika 193 (43) |
|                       |          | Australien gewinnt mit 88 Runs |   |                    |

Australien gewann den Münzwurf und entschied sich als Schlagmannschaft zu beginnen. Als Spieler des Spiels wurde Mark Waugh ausgezeichnet.

### Viertes ODI in Durban
| 24. Februar Scorecard | Durban | Australien 154 (43.2)           | – | Südafrika 157-3 (45) |
|                       |        | Südafrika gewinnt mit 7 Wickets |   |                      |

Australien gewann den Münzwurf und entschied sich als Schlagmannschaft zu beginnen. Als Spieler des Spiels wurde Craig Matthews ausgezeichnet.

### Fünftes ODI in East London
| 2. April Scorecard | East London | Südafrika 158 (49.5)             | – | Australien 159-3 (40) |
|                    |             | Australien gewinnt mit 7 Wickets |   |                       |

Südafrika gewann den Münzwurf und entschied sich als Schlagmannschaft zu beginnen. Als Spieler des Spiels wurde Allan Border ausgezeichnet.

### Sechstes ODI in Port Elizabeth
| 4. April Scorecard | Port Elizabeth | Südafrika 227-6 (50)          | – | Australien 201 (49.1) |
|                    |                | Südafrika gewinnt mit 26 Runs |   |                       |

Südafrika gewann den Münzwurf und entschied sich als Schlagmannschaft zu beginnen. Als Spieler des Spiels wurde Jonty Rhodes ausgezeichnet.

### Siebtes ODI in Kapstadt
| 6. April Scorecard | Kapstadt | Australien 242-6 (50)          | – | Südafrika 206-5 (50) |
|                    |          | Australien gewinnt mit 36 Runs |   |                      |

Australien gewann den Münzwurf und entschied sich als Schlagmannschaft zu beginnen. Als Spieler des Spiels wurde Mark Waugh ausgezeichnet.

### Achtes ODI in Bloemfontein
| 8. April Scorecard | Bloemfontein | Australien 203-6 (50)        | – | Südafrika 202-8 (50) |
|                    |              | Australien gewinnt mit 1 Run |   |                      |

Australien gewann den Münzwurf und entschied sich als Schlagmannschaft zu beginnen. Als Spieler des Spiels wurde Steve Waugh ausgezeichnet.

## Tests

### Erster Test in Johannesburg
| 4. – 8. März Scorecard | Johannesburg | Südafrika 251 (80.3) & 450-9d (159.5) | – | Australien 248 (67.3) & 256 (96.3) |
|                        |              | Südafrika gewinnt mit 197 Runs        |   |                                    |

Südafrika gewann den Münzwurf und entschied sich als Schlagmannschaft zu beginnen. Als Spieler des Spiels wurde Hansie Cronje ausgezeichnet.

### Zweiter Test in Kapstadt
| 17. – 21. März Scorecard | Sydney | Südafrika 361 (144.1) & 164 (90.3) | – | Australien 435 (159.4) & 92-1 (25.1) |
|                          |        | Australien gewinnt mit 9 Wickets   |   |                                      |

Südafrika gewann den Münzwurf und entschied sich als Schlagmannschaft zu beginnen. Als Spieler des Spiels wurde Steve Waugh ausgezeichnet.

### Dritter Test in Durban
| 25. – 29. März Scorecard | Durban | Australien 269 (101.2) & 297-4 (124) | – | Südafrika 422 (205.2) |
|                          |        | Remis                                |   |                       |

Südafrika gewann den Münzwurf und entschied sich als Feldmannschaft zu beginnen. Als Spieler des Spiels wurde Mark Waugh ausgezeichnet.